# Prêmios Independent Spirit de 2017
A 32.ª cerimônia do Independent Spirit Awards, mais conhecida como Independent Spirit Awards 2018, foi uma transmissão televisiva produzida pela Film Independent (FINDIE) e realizada em 25 de fevereiro de 2017, em Santa Mônica, Califórnia, para celebrar as melhores contribuições independentes à industria do cinema no ano de 2016. John Mulaney e Nick Kroll foram os anfitriões da cerimônia.
Os indicados foram anunciados em 22 de novembro de 2016. American Honey foi o filme com o maior numero de indicações, seis no total. O drama Moonlight foi premiado na categoria mais importante: melhor filme.

## Vencedores e indicados

### Prêmios
Indica o ganhador dentro de cada categoria.
| Melhor Filme | Melhor Diretor |
| --- | --- |
| Moonlight - American Honey - Chronic - Jackie - Manchester by the Sea | Barry Jenkins – Moonlight - Andrea Arnold – American Honey - Pablo Larraín – Jackie - Jeff Nichols – Loving - Kelly Reichardt – Certain Women |
| Melhor Ator | Melhor Atriz |
| Casey Affleck – Manchester by the Sea como Lee Chandler - David Harewood – Free in Deed como Abe Wilkins - Viggo Mortensen – Captain Fantastic como Ben Cash - Jesse Plemons – Other People como David Mulcahey - Tim Roth – Chronic como David Wilson                  | Isabelle Huppert – Elle como Michèle Leblanc - Annette Bening – 20th Century Women como Dorothea Fields - Sasha Lane – American Honey como Star - Ruth Negga – Loving como Mildred Loving - Natalie Portman – Jackie como Jacqueline Kennedy Onassis |
| Melhor Ator Coadjuvante | Melhor Atriz Coadjuvante |
| Ben Foster – Hell or High Water como Tanner Howard - Ralph Fiennes – A Bigger Splash como Harry Hawkes - Lucas Hedges – Manchester by the Sea como Patrick Chandler - Shia LaBeouf – American Honey como Jake - Craig Robinson – Morris from America como Curtis Gentry | Molly Shannon – Other People como Joanne Mulcahey - Edwina Findley – Free in Deed como Melva Neddy - Paulina García – Little Men como Leonor Calvelli - Lily Gladstone – Certain Women como Jamie - Riley Keough – American Honey como Krystal       |
| Melhor Roteiro | Melhor Primeiro Roteiro |
| Barry Jenkins e Tarell Alvin McCraney – Moonlight - Mike Mills – 20th Century Women - Taylor Sheridan – Hell or High Water - Ira Sachs e Mauricio Zacharias – Little Men - Kenneth Lonergan – Manchester by the Sea                                                     | Robert Eggers – The Witch - Chris Kelly – Other People - Adam Mansbach – Barry - Stella Meghie – Jean of the Joneses - Craig Shilowich – Christine                                                                                                   |
| Melhor Primeiro Filme | Melhor Documentário |
| The Witch - The Childhood of a Leader - The Fits - Other People - Swiss Army Man | O.J.: Made in America - 13th - I Am Not Your Negro - Cameraperson - Sonita - Under the Sun |
| Melhor Fotografia | Melhor Edição |
| James Laxton – Moonlight - Ava Berkofsky – Free in Deed - Lol Crawley – The Childhood of a Leader - Zach Kuperstein – The Eyes of My Mother - Robbie Ryan – American Honey                                                                                              | Joi McMillon e Nat Sanders – Moonlight - Matthew Hannam – Swiss Army Man - Jennifer Lame – Manchester by the Sea - Jake Roberts – Hell or High Water - Sebastián Sepúlveda – Jackie                                                                  |
| Melhor Filme Estrangeiro | |
| Toni Erdmann ( Alemanha) - Aquarius ( Brasil) - Chevalier ( Grécia) - Trois souvenirs de ma jeunesse ( França) - Zir-e Sayeh ( Irão) | |

### Prêmio John Cassavetes
- Spa Night
- Free in Deed'
- Hunter Gatherer
- Lovesong
- Nakom

### Prêmio Robert Altman
- Moonlight

### Prêmio Acura Someone to Watch
- Anna Rose Holmer – The Fits
- Andrew Ahn – Spa Night'
- Claire Carré – Embers
- Ingrid Jungermann – Women Who Kill

### Prêmio Piaget Producers
- Jordana Mollick – Hello, My Name Is Doris
- Lisa Kjerulff – The Fits
- Melody C. Roscher e Craig Shilowich – Christine

### Prêmio Truer than Fiction
- Nanfu Wang – Hooligan Sparrow
- Kristi Jacobson – Solitary
- Sara Jordenö – Kiki